# Joint Ballistics Memorandum of Understanding
Das NATO Joint Ballistics Memorandum of Understanding (JBMoU) ist eine Übereinkunft zur Standardisierung von Munition für Artillerie-Geschütze. Mit dem JBMoU wurde die in der NATO weit verbreitete 155-mm-Munition standardisiert. Es wurde Ende des Jahres 2009 von Deutschland, Vereinigtem Königreich, Italien und den Vereinigten Staaten unterschrieben. Weitere Staaten traten nach der Ratifizierung dem JBMoU bei, wodurch es sich annähernd zu einem NATO-Standard entwickelte. Auch Munitionshersteller außerhalb der NATO-Länder produzieren heute Munition nach diesem Standard.

## Geschichte und Hintergrund
Das M107 ist ein Artilleriegeschoss mit Kaliber 155 mm, das in den 1940er-Jahren in den USA entwickelt wurde und noch immer eines der am weitesten verbreiteten 155-mm-Artilleriegeschosse ist. Es basiert auf dem M102-Artilleriegeschoss, das bereits in den 1930er-Jahren von Schneider et Cie entworfen wurde. Nach dem Zweiten Weltkrieg wurde das M107-Geschoss von vielen Armeen der westlichen Welt übernommen und in verschiedenen Staaten produziert.
Da das Kaliber 155 mm in der NATO und anderen NATO-nahen Staaten den De-facto-Standard darstellt, wurde durch das LBMoU eine Standardisierung erreicht, die vergleichbar mit der Standardisierung von patronierter Munition wie der 7,62 × 51 mm NATO für Gewehre oder der 127-mm-Munitionsfamilien für Seegeschütze schon Jahre vorher erreicht wurde.